# Kawęczyn-Wygoda

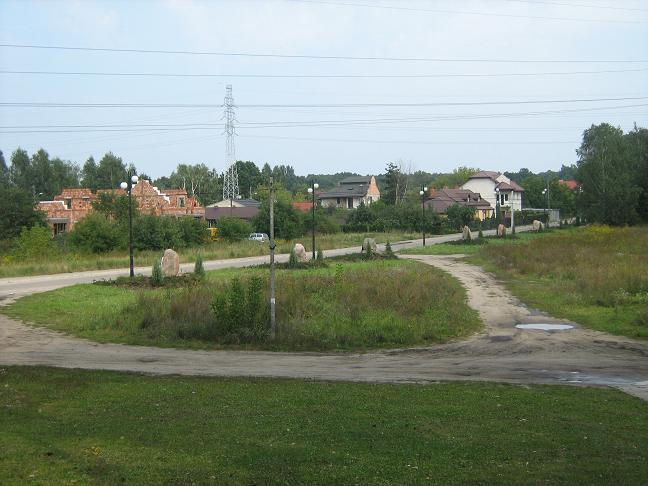
Fragment Alei Chwały Olszynki Grochowskiej

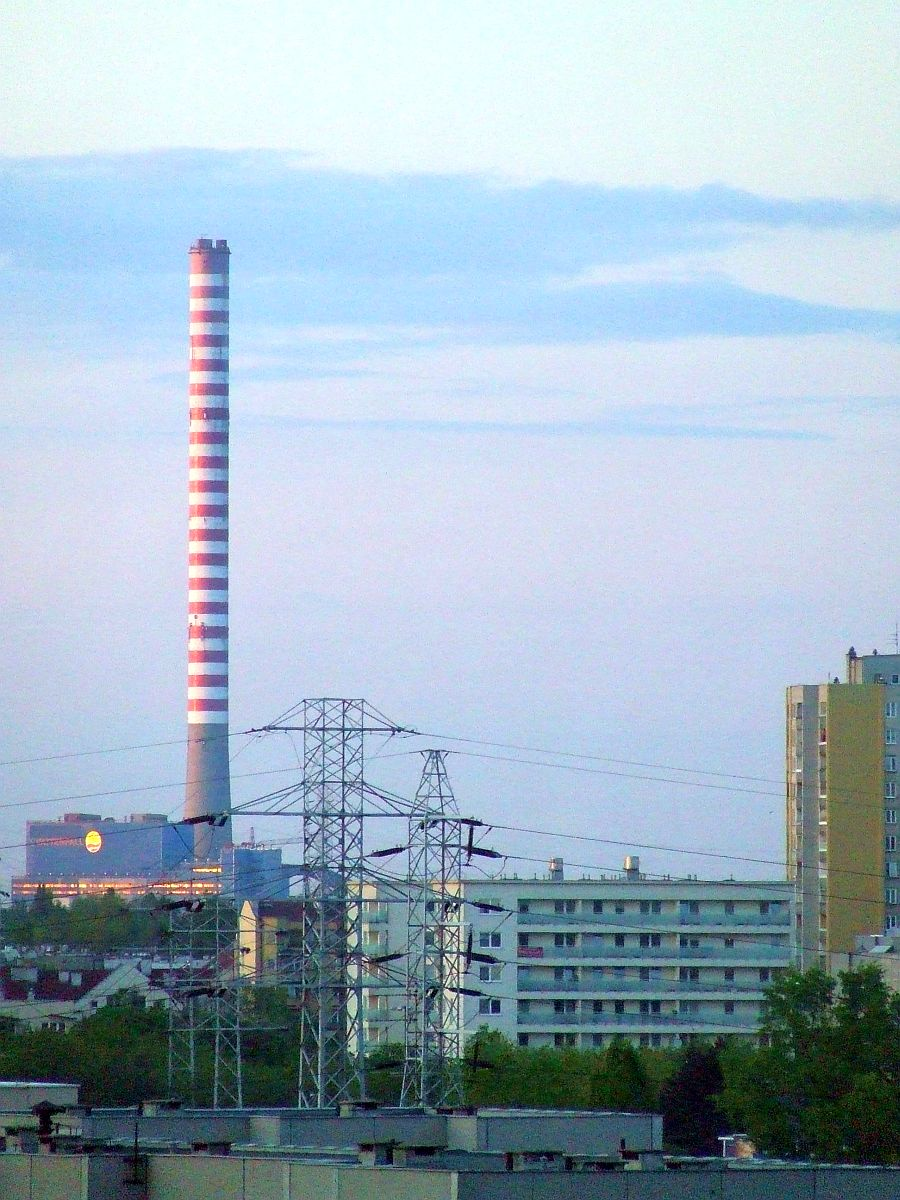
Ciepłownia Kawęczyn, widok z Gocławia

Kawęczyn-Wygoda – osiedle i obszar MSI w dzielnicy Rembertów w Warszawie. 

## Charakterystyka
Kawęczyn leży między Ząbkami na północy, Antoninowem i Kozią Górką na zachodzie, Olszynką Grochowską na południowym zachodzie, Wygodą i Czaplowizną na południu, Rembertowem i Karolówką na wschodzie. Osiedle przecina linia kolejowa nr 2 (Warszawa Centralna – Terespol).
Dominuje tu zabudowa gospodarcza i handlowa.
W 1932 między Kawęczynem i Ząbkami odkryto 2 cmentarzyska wielokulturowe z 19 grobami oraz cmentarzysko grobów kloszowych.
W 1998 na obszarze między ulicami Marsa, Żołnierską i torami kolejowymi (Warszawa – Mińsk Mazowiecki) z uwagi na unikatową roślinność utworzono rezerwat przyrody Kawęczyn.

## Historia
Wieś Kawęczyn od XII wieku wchodziła w skład dóbr Kamion, należących z nadania książęcego do biskupów płockich. W XVI w. liczył 6 łanów (ok. 100 ha) włościańskich i 1 łan (17 ha) wójtowski.
Wieś duchowna Kawieczyno w 1580 znajdowała się w powiecie warszawskim ziemi warszawskiej województwa mazowieckiego.
Na przełomie XVI i XVII w. Kawęczyn wszedł w skład tzw. klucza skaryszewskiego, a po rozbiorem wraz z całym kluczem stał się własnością rządową i został włączony do Ekonomii Warszawskiej. W 1811 istniało tu 16 gospodarstw, cegielnia i karczma. W późniejszych latach cegielnię połączono z fabryką wyrobów z terakoty. Z cegły kawęczyńskiej wybudowano m.in. istniejące do dzisiaj Komorę Wodną na Pradze, Rogatki Grochowskie oraz Teatr Wielki. W 1866 cegielnię przekształcono w Kawęczyńskie Zakłady Cegielniane Kazimierza Granzowa. W 1905 we wsi było 51 gospodarstw, kuźnia, 5 sklepów i 1437 mieszkańców.
Wieś, należąca do gminy Wawer, w 1916 została włączona do Warszawy.
Od Kawęczyna pochodzi nazwa ulicy Kawęczyńskiej na Szmulowiźnie.

## Obszar MSI Kawęczyn-Wygoda
Duża część osiedla Kawęczyn wraz z leżącą na południe Wygodą, ale bez rezerwatu przyrody Kawęczyn, tworzy wyodrębniony w 2003 obszar Miejskiego Systemu Informacji Kawęczyn-Wygoda. Obejmuje on teren opisany granicami: ul. Żołnierską od granicy m. st. Warszawy do ul. Marsa, od ulicy Marsa przedłużeniem ul. Żołnierskiej do granic dzielnic Rembertów/Wawer, wzdłuż granicy dzielnic Rembertów/Wawer do granicy dzielnic Rembertów/Praga Południe, wzdłuż granicy Rembertów/Praga-Południe, następnie Rembertów/Targówek w kierunku północnym do granic m. st. Warszawy, następnie wzdłuż granicy do ul. Żołnierskiej.